# Château de Lida
 (avril 2024).
Si vous disposez d'ouvrages ou d'articles de référence ou si vous connaissez des sites web de qualité traitant du thème abordé ici, merci de compléter l'article en donnant les références utiles à sa vérifiabilité et en les liant à la section « Notes et références ».
Le château de Lida est un château fort situé dans la commune de Lida en Biélorussie.

## Histoire

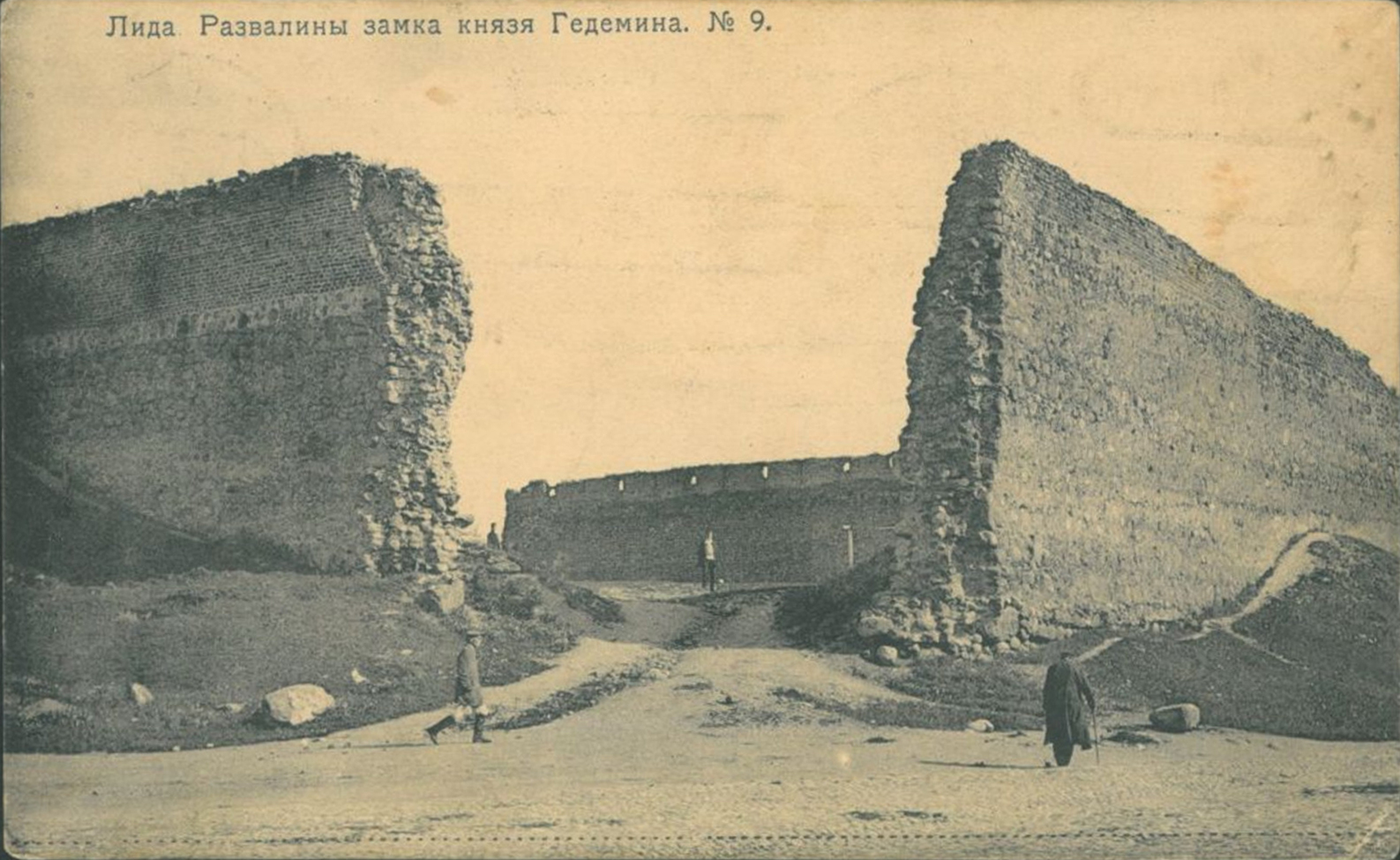
Le château en ruines sur une carte postale de 1912.